# Chani (Rosja)
Chani – osiedle typu miejskiego w Rosji, w Jakucji. W 2010 roku liczyło 764 mieszkańców.